# Julia Zanatta
Júlia Pedroso Zanatta (Criciúma, 20 de março de 1985) é uma advogada, jornalista e política brasileira, filiada ao Partido Liberal (PL).

## Biografia
Formada em Jornalismo e Direito, defende o direito à legítima defesa, liberdade econômica e a autonomia familiar na educação. Zanatta é crítica ao que classifica como "doutrinação ideológica" nas escolas e se opõe ao direito de interrupção de gravidez.
Zanatta é casada com o advogado e assessor do Banco Regional de Desenvolvimento do Extremo Sul, Guilherme Colombo. Ele foi banido da Uber em novembro de 2022 por um suposto episódio de racismo. O caso ganhou repercussão em 2024, após Colombo mover um processo contra a plataforma para voltar a utilizar os serviços.
Na eleição municipal de Criciúma em 2020 concorreu à prefeitura do município, ficou em 3º lugar com 6.953 votos (7,03% dos votos válidos).
Já nas eleições de 2022, foi eleita Deputada Federal por Santa Catarina com 111.588 votos (2,81% dos votos válidos).
Em sua atuação legislativa no Congresso, Zanatta apoiou a norma técnica do Conselho Federal de Medicina que impede a indução da parada cardíaca em fetos durante procedimentos preparatórios ao aborto. Ela também apresentou o Projeto de Decreto Legislativo nº 486/2023, para sustar a obrigatoriedade da vacinação contra a Covid-19 em crianças de seis meses a cinco anos, alegando que, embora recomendada pela OMS, a vacina atualmente não é obrigatória em nenhum país.Em 2025, foi alvo de pedido de providências na Advocacia-Geral da União, por supostamente promover campanha antivacina. A ação partiu do grupo jurídico Prerrogativas, que classifica atos da deputada como “campanha sistemática de desinformação sanitária”. No pedido de providências, são citados dois projetos de lei assinados por Zanatta voltados ao tema: o PL 2643/2025  - que visa desobrigar pais ou responsáveis a vacinarem menores de idade, e o PL 2641/2025 - que dispõe sobre a vedação da vacinação compulsória no território nacional, além de criar o crime de “coação vacinal”, que altera o Código Penal.

## Assédio Judicial
O levantamento "Monitor de Assédio Judicial contra jornalistas no Brasil 2024" da Abraji, coloca Zanatta como uma das pessoas que mais ajuizou ações contra jornalistas e que foram classificadas como assédio judicial, com mais de uma dezena de casos. Entre os processados, estão jornalistas que denunciaram o uso de dinheiro público para pagamento de notícias a favor da parlamentar durante os desastres ambientais na região Sul do Brasil em 2024.

## Caso da tiara de flores e associação ao nazismo
Zanatta ficou conhecida por utilizar sua tiara de flores como forma de imagem e identificação, dizendo ser símbolo da feminilidade da mulher e referente ao traje típico germânico, comum na Oktoberfest de Blumenau, seu reduto eleitoral, e se defende dizendo não ter relação nenhuma com o nazismo. Conta, também, ter comprado o acessório naquele recinto antes da eleição. O uso da tiara se tornou uma marca registrada durante a campanha ao ser criticada por posar com a tiara e uma arma em mãos.
A deputada nega as acusações e associações com a estética nazista, entrando com processo contra pessoas que fizeram tais associações como a deputada Gleisi Hoffmann (PT/PR) e o jornalista Chico Pinheiro, tendo sido derrotada no primeiro processo.

## Acusação de assédio sofrido
Em 2023, Zanatta acusou o deputado Márcio Jerry por importunação sexual, após ele se aproximar pelas costas para cochichar durante uma discussão. O caso foi levado ao Conselho de Ética da Casa, mas foi arquivado após pedido de desculpas do parlamentar.

## Pedido de afastamento da Câmara
Em agosto de 2025, o presidente do Congresso Hugo Motta decidiu indicar a punição do afastamento do mandato da parlamentar por até seis meses. Junto com outros parlamentares bolsonaristas, Zanatta protestava contra a prisão domiciliar de Jair Bolsonaro, réu no Supremo Tribunal Federal por tentativa de golpe de Estado. Na ocasião, ela foi alvo de críticas de ter levado a filha para o plenário. Zanatta admitiu que estava usando a criança como "escudo", sendo inclusive denunciada ao conselho tutelar pelo também deputado Reimont.

## Desempenho eleitoral
| Ano  | Eleição                     | Partido | Cargo            | Votos   | %     | Resultado  | Ref    |
| ---- | --------------------------- | ------- | ---------------- | ------- | ----- | ---------- | ------ |
| 2020 | Municipal de Criciúma       | PL      | Prefeita         | 6.953   | 7,03% | Não Eleita | [ 26 ] |
| 2022 | Estaduais em Santa Catarina | PL      | Deputada Federal | 111.588 | 2,81% | Eleita     | [ 27 ] |